# Genesis (álbum de Diaura)
Genesis é o primeiro álbum de estúdio da banda visual kei japonesa Diaura, lançado em 21 de março de 2012 pela gravadora Ains. A música "Imperial Core" foi lançada anteriormente como single em 14 de novembro de 2011. O DVD incluído com o álbum contém um videoclipe para a música "Terrors".  Em 19 de dezembro de 2012, uma segunda versão do álbum foi lançada, com uma faixa bônus.

## Recepção
| Críticas profissionais | Críticas profissionais |
| Avaliações da crítica  | Avaliações da crítica  |
| Fonte                  | Avaliação              |
| ---------------------- | ---------------------- |
| AllMusic               | 4.5 de 5 estrelas.     |

Em crítica ao álbum, John D. Buchanan, do AllMusic, disse: "Incorporando a arcada teatral do heavy metal, mas nunca submisso a ele, sua música é altamente melódica, emocionante e imediata, mas sempre pouco atraente; os solos, em sua maioria de bom gosto, atendem à linha da melodia em vez de simplesmente exibir a habilidade do guitarrista. [...]"
Alcançou a 168° posição nas paradas da Oricon Albums Chart.

## Faixas[5]
Todas as letras escritas por Yo-ka. 
| N.º            | Título                            | Duração |  |
| 1.             | "a genesis of the end" (SE)       | 2:00    |  |
| 2.             | "TERRORS"                         | 4:25    |  |
| 3.             | "Imperial Core"                   | 3:51    |  |
| 4.             | "Futatsu no kizuato" (二つの傷跡) | 4:06    |  |
| 5.             | "DEAR RULER"                      | 3:52    |  |
| 6.             | "Kinshiroku" (禁示録)             | 3:37    |  |
| 7.             | "Anazagate" (アナザゲイト)        | 4:59    |  |
| 8.             | "Zangetsu no akari" (残月の灯)    | 5:06    |  |
| 9.             | "Lost November"                   | 5:45    |  |
| 10.            | "an Insanity" (Regravação)        | 3:42    |  |
| 11.            | "EVER"                            | 3:52    |  |
| Duração total: | Duração total:                    | 45:20   |  |

## Ficha técnica
- Yo-ka - vocais
- Kei (佳衣) - guitarra
- Shoya (翔也) - baixo
- Yuu (勇) - bateria